# 실라 암자
실라 암자(Shila Amzah, 1990년 8월 13일 ~ )는 말레이시아의 싱어송라이터, 배우, 사업가, 음반 프로듀서이다.
제19회 말레이시아 뮤직 어워드에서 '올해의 노래'상과 '올해의 팝송'상을 수상했다. 중화권 음악 시장에도 진출한 후 큰 성과를 걷어 중화권 시장에서 성공한 최초의, 유일무이한 말레이시아 연예인으로 평가 받는다. 중국의 음악 경연 프로그램 《아시가수》 시즌 2에 참가했다. 2018년 포브스지 선정 '30 Under 30 Asia' 명단에 이름이 올랐다.

## 음반 목록
- Terima Kasih Guru (2000)
- Sha-Hila (2005)
- Bebaskan (2009)
- 3 Suara (2011)
- Shila Amzah (2013)
- My Journey (2016)